# Технолошка конвергенција
Технолошка конвергенција је присуство низа различитих технологија у извођењу сличних захтева
Најчешће, термин "конвергенција" се односи на синергију текста, звука и ведеа у једној мрежи тако да делећи ресурсе и комбиновањем међусобно, повећавају нову ефективност. Као пример можемо навести рачунарске мреже где би се конвергенција могла односити на комуникацију међу оперативним системима преко различитих протокола.

## Дефиниције
„Конвергенција је дубока интеграција знања, алата и свих релевантних активности људске активности за заједнички циљ, како би се омогућило друштву да одговори на нова питања како би се променио одговарајући физички или друштвени екосистем. Такве промене у одговарајућем екосистему отварају нове трендове, путеве. и могућности у следећој дивергентној фази процеса“.
Сидарта Менон дефинише конвергенцију, у својој Политичкој иницијативи дилеме о медијској покривености: Међунационална перспектива, као интеграцију и дигитализацију. Интеграција се овде дефинише као „процес трансформације мере по степену до којег су различити медији као што су телефони, пренос података и инфраструктура информационих технологија комбиновани у једну беспрекорну платформу мрежне архитектуре за све намене“. Дигитализацију не дефинише толико њена физичка инфраструктура, колико садржај или медиј. Јан ван Дијк сугерише да „дигитализација значи разбијање сигнала у бајтове који се састоје од јединица и нула“. Конвергенцију је дефинисао Блакман, 1998, као тренд у еволуцији технолошких услуга и индустријских структура. Конвергенција је касније дефинисана конкретније као спајање телекомуникација, рачунарства и емитовања у један дигитални бит-ток. Милер се противи тврдњи да је конвергенција заправо преузимање свих облика медија од стране једне технологије: дигиталних рачунара.
Технолошка конвергенција медија је тенденција да се, како се технологија мења, различити технолошки системи понекад еволуирају ка обављању сличних задатака. Дигитална конвергенција се односи на конвергенцију четири индустрије у један конгломерат, ITTCE (информационе технологије, телекомуникације, потрошачка електроника и забава). Раније одвојене технологије као што су гласовне (и функције телефоније), подаци (и апликације за продуктивност) и видео сада могу да деле ресурсе и да међусобно комуницирају синергијски. Телекомуникациона конвергенција (која се назива и „конвергенција мреже“) описује нове телекомуникационе технологије и мрежну архитектуру која се користи за миграцију више комуникационих услуга у једну мрежу. Конкретно, ово укључује конвергирање претходно различитих медија као што су телефонија и комуникација података у заједничке интерфејсе на појединачним уређајима, као што већина паметних телефона може да упућује телефонске позиве и претражује веб.
Конвергентне услуге, као што су , ,  и друге, имају тенденцију да замене старије технологије и на тај начин могу да поремете тржишта. Конвергенција заснована на ИП-у је неизбежна и резултираће новим услугама и новом потражњом на тржишту. Када стара технологија конвергира у заједничку у јавном власништву, услуге засноване на ИП-у постају независне од приступа или мање зависне. Стара услуга зависи од приступа.

## Конвергентна технолошка поља
NBIC, акроним за нанотехнологију, биотехнологију, информационе технологије и когнитивне науке, био је 2014. најпопуларнији термин за конвергирајуће технологије. Уведен је у јавни дискурс објављивањем Конвергентних технологија за побољшање људског учинка, извештаја који је делимично спонзорисала Национална научна фондација САД. Понуђене су разне друге скраћенице за исти концепт, као што је GNR (генетика, нанотехнологија и роботика) (Бил Џој, 2000, Зашто будућности нисмо потребни). Новинар Џоел Гаро у књизи Радикална еволуција: Обећање и опасност побољшања наших умова, наших тела — и шта значи бити човек користи „GRIN“, за генетске, роботске, информационе и нано процесе, док научни новинар Даглас Малал у Нашој молекуларној будућности: Како ће нанотехнологија, роботика, генетика и вештачка интелигенција трансформисати наш свет користи „GRAIN“ за генетику, роботику, вештачку интелигенцију и нанотехнологију. Још један акроним који је сковала кореспондирајућа технолошка организација ЕТЦ група је „BANG“ за „битови, атоми, неурони, гени“.

## Конвергирање области науке и технологије
Свеобухватан израз који користе Роко, Бејнбриџ, Тон и Вајтсајдс је Конвергенција знања, технологије и друштва (2013). Бејнбриџ и Роко су уређивали и били коаутори Спрингеровог референтног Приручника о конвергенцији науке и технологије (2016) који дефинише концепт конвергенције у различитим научним, технолошким и медицинским областима. Роко је објавио Принципе и методе који олакшавају конвергенцију (2015).

## Дигитална конвергенција
Дигитална конвергенција је склоност да различите дигиталне иновације и медији временом постану сличнији. То омогућава конвергенцију приступних уређаја и садржаја, као и операција и стратегије учесника у индустрији. Овако ова врста технолошке конвергенције ствара могућности, посебно у области развоја производа и стратегија раста за компаније за дигиталне производе. Исто се може рећи иу случају појединачних креатора садржаја, као што су влогери на YouTube. Конвергенција у овом примеру је приказана у укључивању Интернета, кућних уређаја као што су паметна телевизија, камера, YouTube апликација и дигитални садржај. У овој поставци постоје такозвани „краци“, који су уређаји који се повезују на централно чвориште (као што је рачунар или паметни ТВ). Овде интернет служи као посредник, посебно кроз своје интерактивне алате и друштвено умрежавање, како би се створиле јединствене мешавине производа и услуга кроз хоризонталну интеграцију.
Горњи пример наглашава како дигитална конвергенција обухвата три феномена:
- дотадашњи самостални уређаји се повезују мрежама и софтвером, што значајно побољшава функционалност;
- претходно самостални производи се конвергирају на исту платформу, стварајући хибридне производе у процесу; и,
- компаније прелазе традиционалне границе као што су хардвер и софтвер да би обезбедиле нове производе и нове изворе конкуренције.[26]

Други пример је конвергенција различитих типова дигиталних садржаја. Према Харију Штрасеру, бившем техничком директору Сименса „[дигитална конвергенција ће значајно утицати на животни стил и стил рада људи]“.

### Мобилни телефони
Функције мобилног телефона се мењају како технологијe конвергирају. Због технолошког напретка, мобилни телефон функционише као више од телефона: такође може да садржи интернет везу, видео плејере, MP3 плејере, игрице и камеру. Њихова подручја употребе су се временом повећавала, делимично замењујући друге уређаје.
Мобилни конвергентни уређај је онај који, ако је повезан са тастатуром, монитором и мишем, може да покреће апликације као што би то радио десктоп рачунар. Конвергентни оперативни системи укључују Линукс оперативне системе Ubuntu Touch, Plasma Mobile and PureOS.
Конвергенција се такође може односити на могућност покретања исте апликације на различитим уређајима и могућност развоја апликација за различите уређаје (као што су паметни телефони, телевизори и десктоп рачунари) одједном, са истом базом кода. Ово се може урадити преко Линук апликација које се прилагођавају уређају на којем се користе (укључујући изворне апликације дизајниране за то преко оквира као што је Киригами) или коришћењем вишеструких-платформских оквира попут Quasar framework-а који користе алате као што су Апачи Кордова, Електрон и Капаситор, који могу повећати корисничку базу, темпо и лакоћу развоја и број достигнутих платформи уз смањење трошкова развоја.

### Интернет
Улога Интернета се променила од првобитне употребе као комуникационог алата до лакшег и бржег приступа информацијама и услугама, углавном преко широкопојасне везе. Телевизија, радио и новине су били светски медији за приступ вестима и забави; сада су се сва три медија спојила у један, а људи широм света могу да читају и чују вести и друге информације на Интернету. Конвергенција интернета и конвенционалне телевизије постала је популарна током 2010-их, путем Смарт ТВ-а, који се понекад назива и „Конектовани ТВ“ или „Хибридни ТВ“, (не треба мешати са IPTV-ом, Интернет ТВ-ом или са Веб ТВ-ом). Смарт ТВ се користи да се опише тренутни тренд интеграције Интернета и Web 2.0 функција у модерне телевизоре и сет-топ кутије, као и технолошку конвергенцију између рачунара и ових телевизора или сет-топ кутија. Ови нови уређаји најчешће такође имају много већи фокус на онлајн интерактивне медије, Интернет ТВ, ОТТ, као и медије за стримовање на захтев, а мање фокуса на традиционалне медије за емитовање као што су претходне генерације телевизора и сет-топ кутије увек имале.

#### Друштвени покрети
Интеграција друштвених покрета у сајбер простор једна је од потенцијалних стратегија које друштвени покрети могу користити у доба медијске конвергенције. Због неутралности Интернета и дизајна од краја до краја, структура моћи Интернета је дизајнирана да избегне дискриминацију између апликација. Мексичка кампања Запатиста за права на земљиште била је један од најутицајнијих случајева у информатичком добу; Мануел Кастелс дефинише Запатисте као „први информативни герилски покрет“. Устанак Запатиста био је маргинализован од стране народне штампе. Запатисти су били у стању да изграде основни, децентрализовани друштвени покрет користећи Интернет. Ефекат Запатиста, наставља да организује друштвене покрете на глобалном нивоу. Софистицирана вебметричка анализа, која мапира везе између различитих веб страница и настоји да идентификује важне чворне тачке у мрежи, показује да Запатиста покрет повезује стотине глобалних невладиних организација. Већина друштвеног покрета који организују Запатисти циља своју кампању посебно против глобалног неолиберализма. Успешном друштвеном покрету није потребна само онлајн подршка, већ и протест на улици. Папић је написао „Друштвени медији сами не подстичу револуције“, и говори о томе како је за коришћење друштвених медија у друштвеним покретима потребна добра организација, како онлајн тако и офлајн.

## Медији
Технолошка конвергенција медија је тенденција да како се технологија мења, различити технолошки системи понекад еволуирају ка обављању сличних задатака. Реч је о међусобном повезивању рачунарских и других информационих технологија, медијских садржаја, медијских компанија и комуникационих мрежа које су настале као резултат еволуције и популаризације интернета, као и активности, производа и услуга које су се појавиле у дигиталном медијском простору. 
Генерално, медијска конвергенција се односи на спајање старих и нових медија и може се посматрати као производ, систем или процес. Џенкинс наводи да је конвергенција „ток садржаја преко више медијских платформи, сарадња између више медијских индустрија и миграцијско понашање медијске публике која би ишла скоро свуда у потрази за врстама забавних искустава које желе“. Према Џенкинсу, постоји пет области конвергенције: технолошка, економска, друштвена или органска, културна и глобална. Конвергенција медија није само технолошка промена или технолошки процес, она такође укључује промене унутар индустријских, културних и друштвених парадигми које подстичу потрошача да тражи нове информације. Конвергенција, једноставно речено, је начин на који појединачни потрошачи комуницирају са другима на друштвеном нивоу и користе различите медијске платформе за стварање нових искустава, нових облика медија и садржаја који повезују друштвено, и то не само са другим потрошачима, већ и са корпоративним произвођачима медија на начине који нису били тако лако доступни у прошлости. Међутим, Лугмаир и Дал Зтто су тврдили да се медијска конвергенција одвија на нивоу технологије, садржаја, потрошача, пословног модела и менаџмента. Они тврде да је медијска конвергенција ствар еволуције и да се може описати кроз тријадне феномене конвергенције, дивергенције и коегзистенције. Данашњи екосистеми дигиталних медија коегзистирају, јер, на пример, продавнице мобилних апликација обезбеђују закључавање добављача у одређеним екосистемима; неке технолошке платформе конвергирају под једну технологију, због, на пример, коришћења заједничких комуникационих протокола као у дигиталној ТВ; и други медији се разликују, јер се, на пример, понуда медијских садржаја све више специјализује и пружа простор за нишне медије.
Уско повезано са вишеслојним процесом медијске конвергенције је такође неколико дешавања у различитим областима сектора медија и комуникација који су такође сажети под термином медијске деконвергенције. Многи стручњаци сматрају да је ово једноставно врх леденог брега, јер се сви аспекти институционалне активности и друштвеног живота, као што су бизнис, влада, уметност, новинарство, здравство и образовање, све више се одвијају у овим просторима дигиталних медија широм растућих мрежа уређаја информационо-комуникационе технологије. У ову тему је такође укључена основа рачунарских мрежа, у којима је много различитих оперативних система у стању да комуницира преко различитих протокола. Конвергентне услуге, као што су VoIP, IPTV, Smart TV и друге, имају тенденцију да замене старије технологије и на тај начин могу да поремете тржишта. Конвергенција заснована на ИП-у је неизбежна и резултираће новим услугама и новом потражњом на тржишту. Када стара технологија конвергира у заједничку у јавном власништву, услуге засноване на ИП-у постају независне од приступа или мање зависне. Стари сервис зависи од приступа.
Напредак у технологији доноси могућност технолошке конвергенције за коју Рајнголд верује да може да промени „друштвене споредне ефекте“, у томе што се „виртуелни, друштвени и физички свет сударају, спајају и координирају“. Предвиђено је током касних 1980-их, отприлике у време када је ЦД-РОМ постао уобичајен, да ће се десити дигитална револуција и да ће стари медији бити гурнути на једну страну од стране нових медија. Емитовање се све више замењује интернетом, омогућавајући потрошачима широм света слободу да приступе својим омиљеним медијским садржајима лакшим и доступнијим темпом него икада раније.
Међутим, када је балон дот-кома из 1990-их изненада пукао, то је прелило хладну воду преко приче о таквој дигиталној револуцији. У данашњем друштву, идеја медијске конвергенције поново се појавила као кључна референтна тачка јер новије, али и етаблиране медијске компаније покушавају да визуализују будућност индустрије забаве. Ако је ова револуционарна промена дигиталне парадигме претпоставила да ће стари медији све више бити замењени новим медијима, парадигма конвергенције која се тренутно појављује сугерише да би нови и стари медији комуницирали на сложеније начине него што се раније предвиђало. Промена парадигме која је уследила након дигиталне револуције претпостављала је да ће нови медији све променити. Када је дошло до краха тржишта дот кома, постојала је тенденција да се замисли да се ништа није променило. Права истина је била негде између пошто је било толико аспеката тренутног медијског окружења које је требало узети у обзир. Многи лидери у индустрији се све више враћају на конвергенцију медија као начин спознаје смисла у ери дезоријентисаних промена. У том погледу, медијска конвергенција у теорији је у суштини стари концепт који добија ново значење. Конвергенција медија, у стварности, је више од обичне промене у технологији. Она мења односе између индустрија, технологија, публике, жанрова и тржишта. Конвергенција медија мења рационалност рада медијске индустрије и начин на који потрошачи медија обрађују вести и забаву. Конвергенција медија је у суштини процес, а не исход, тако да ниједна црна кутија не контролише проток медија. Са пролиферацијом различитих медијских канала и повећањем преносивости нових телекомуникацијских и рачунарских технологија, ушло се у еру у којој медији стално окружују људе.
Конвергенција медија захтева да медијске компаније преиспитају постојеће претпоставке о медијима са становишта потрошача, јер оне утичу на маркетиншке и програмске одлуке. Медијски продуценти морају да одговоре на нове оснажене потрошаче. Насупрот томе, сматра се да се хардвер уместо тога разилази док се медијски садржај приближава. Медији су се развили у брендове који могу понудити садржај у више облика. Два примера за то су Ратови звезда и Матрикс. Оба су филмови, али су и књиге, видео игрице, цртани филмови и акционе фигуре. Брендирање подстиче ширење једног концепта, а не стварање нових идеја. Насупрот томе, хардвер се диверзификовао да би се прилагодио конвергенцији медија. Хардвер мора бити специфичан за сваку функцију. Док већина научника тврди да се проток унакрсних медија убрзава, О'Донел сугерише, посебно између филмова и видео игрица, привид медијске конвергенције погрешно схватају људи изван индустрије медијске продукције. Конгломерат медијске индустрије наставља да продаје исту причу у различитим медијима. На пример, Бетмен је у стриповима, филмовима, анимеима и играма. Међутим, податке за креирање имиџа Бетмена у сваком медију појединачно креирају различити тимови креатора. Исти карактер и исти визуелни ефекат се понављају у различитим медијима због синергије медијске индустрије да их учини што сличнијим. Поред тога, конвергенција се не дешава када се производи игра две различите конзоле. Нема протока између две конзоле јер је брже креирати игру од нуле за индустрију.
Једна од занимљивијих форми новомедијског новинарства је виртуелна стварност. Ројтерс, главна међународна новинска служба, створила је и попунила „острво“ вести у популарном окружењу виртуелне реалности на мрежи Second Life. Отворен за свакога, Second Life се појавио као убедљива 3Д виртуелна стварност за милионе грађана широм света који су креирали аватаре (виртуелне представе себе) да би се населили и живели у измењеном стању где је лични лет стварност, а измењени его може цветати, а стварни новац (1.296.257 US$ потрошено је током 24 сата закључно са 10:19 по источном времену 7. јануара 2008.) може се зарадити без да се икада крочи у стварни свет. Острво Ројтерс у Другом Животу је виртуелна верзија Ројтерсовог сервиса за вести из стварног света, али покрива домен Другог Живота за грађане Другог живота (који броји 11.807.742 становника према подацима 5. јануара 2008. године).
Конвергенција медија у дигиталној ери подразумева промене које се дешавају са старијим облицима медија и медијских компанија. Конвергенција медија има две улоге, прва је технолошко спајање различитих медијских канала – на пример, часописи, радио програми, ТВ емисије и филмови, сада су доступни на Интернету преко лаптопова, иПада и паметних телефона. Као што је дискутовано у Медијској култури (Кампбел), конвергенција технологије није нова. То траје од касних 1920-их. Пример је RCA, Радио корпорација Америке, која је купила Victor Talking Machine Company и представила машине које су могле да примају радио и пуштају снимљену музику. Следећи је био ТВ, а радио је изгубио део своје привлачности када су људи почели да гледају телевизију, која има говор и музику, као и визуелне елементе. Како технологија напредује, конвергенција медија се мења да би била у току. Друга дефиниција медијске конвергенције о којој Кембел расправља је вишеплатформа медијских компанија. Ово обично укључује консолидацију различитих медијских холдинга, као што су кабловске услуге, телефон, телевизија и приступ интернету под једним корпоративним кишобраном. Ово није ради потрошача, да би имао више медијских избора, већ је ово за добробит компаније да смањи трошкове и максимизира свој профит. Као што је наведено у чланку Марка Деузеа Култура конвергенције и рад са медијима, „конвергенција производње и потрошње медија између компанија, канала, жанрова и технологија је израз конвергенције свих аспеката свакодневног живота: рада и игре, локалних и глобалних, сопственог и друштвеног идентитета.“